# Ashiya
Ashiya (japanska: 芦屋市 ?, Ashiya-shi) är en stad i Hyōgo prefektur i Japan. Staden fick stadsrättigheter 1940.